# Lethes (escarabajo)
Lethes es un género de escarabajos longicornios de la tribu Acanthocinini.

## Especies
- Lethes humeralis Zayas, 1975
- Lethes indignus Zayas, 1975
- Lethes israeli Zayas, 1975
- Lethes turnbowi Lingafelter, 2020
- Lethes x-notatus Vlasak & Santos-Silva, 2021